# Samson Raphael Hirsch
Samson Raphael Hirsch (Hamburg, 1808. június 20. – Majna-Frankfurt, 1888. december 31.) német zsidó teológus, rabbi.

## Élete
Ifjú korában a mannheimi talmudiskolát, később a bonni egyetemet látogatta, egymásután rabbi volt Oldenburgban, Emdenben, Nikolsburgban (ott morvai országos főrabbi) és Majna-Frankfurtban. Ő teremtette meg a modern ortodox zsidóságot, melynek élte fogytáig maradt következetes, gyakran szenvedélyes, de mindig őszintén meggyőződését követő előharcosa.
A 19. század végi zsidóságban lábra kapott szakadást szintén ő indította meg. Vallásos elveinek terjesztésére, valamint a zsidó reformtörekvések elleni küzdelemre megalapította a Jeschurun című folyóiratot (Majna-Frankfurt, 1855-1870); ugyanezen céloknak szolgáltak apologetikai és polemikai, sőt nagyobb exegetikai művei is, mely utóbbiak, éppen e körülmény következtén, alig bírnak tudományos beccsel. Közülük kiemeljük: Ben Uziel, Neunzehn Briefe über Judenth. (Altona, 1836); Choreb, Versuche über Jiszroëls Pflichten (uo. 1835-37); Denkschrift über die Judenfrage (Berlin, 1873); Der Pentateuch, übersetzt und erläutert (2. kiad. Majna-Frankfurt, 1883) és Die Psalmen (uo. 1882).

## Magyarul megjelent művei
- Igrot cafon. Tizenkilenc levél a zsidóság felől; ford. Fischer Fülöp; Rubinstein Ny., Nagyvárad, 1909
- A zsidó sábosz ethikai, bölcsészeti, szociális és pedagógiai jelentősége; ford. Feldmann Sámuel; Katzburg Ny., Vác, 1911
- A zsidó szombat; ford. Strasser Arnold; Schwarcz Ny., Kunszentmiklós, 1911
- Sábát kódes. A szent szombat; ford. Strasser Arnold; Katzburg Ny., Bp., 1927
- A zsidó és kora. Volt-e valamikor a zsidóság modern, lehet-e a zsidóság modern, lesz-e valaha az, s mikor?; ford. Strasser Arnold; Spatz Ny., Bp., 1933